# 大田広域市警察庁
大田広域市警察庁（テジョンこういきしけいさつちょう、 Daejeon Metropolitan Police Agency、DMPA）は大韓民国大田広域市が設置した警察機関である。

## 歴史
大田地方警察庁設置以前の歴史は忠南地方警察庁を参照。
- 2006年12月4日：大田地方警察庁開庁準備企画団を設置
- 2007年7月2日：大田地方警察庁を設置。忠南地方警察庁から大田広域市の5つの警察署を編入
- 2007年11月30日：大田北部警察署を大田大徳警察署に改称
- 2015年10月1日：大田儒城警察署を新設
- 2021年1月11日：自治警察制の施行を受け、正式名称を大田広域市警察庁に改称。

## スローガン
スローガンとして우리곁에 대전경찰（ウリギョテ・テジョンギョンチャル：私たちのそばには大田警察）を定めている。

## 組織

### 幹部
- 庁長
  - 広報担当官
- 次長
  - 聴聞監査担当官

### 直轄隊
次長に所属。
- 大田第1機動隊
- 大田第2機動隊
- 大田第3機動隊
- 特攻隊

### 下部組織
- 警務課
  - 警務係
  - 企画予算係
  - 人事係
  - 教育係
  - 経理係
  - 装備普及係
  - 顧客満足チーム
- 生活安全課
  - 生活安全係
  - 生活秩序係
  - 女性青少年係
- 捜査課
  - 捜査1係
  - 捜査2係
  - サイバー犯罪捜査隊
  - 強力係
  - 麻薬捜査隊
  - 広域捜査隊
  - 科学捜査係
- 警備交通課
  - 交通係
  - 交通安全係
  - 交通運営係
  - 防犯捜査隊
  - バイク巡察隊
- 情報課
  - 情報1課
  - 情報2課
  - 情報3課
  - 情報4課
- 保安課
  - 保安係
  - 外事係

## 管轄警察署
- 大田中部警察署（中区を管轄）
- 大田東部警察署（東区を管轄）
- 大田西部警察署（西区の大部分を管轄）
- 大田屯山警察署（西区の一部を管轄）
- 大田大徳警察署
- 大田儒城警察署